# 琳达·沃尔夫顿
琳达·沃尔夫顿（英語：Linda Woolverton，1952年—）是华特迪士尼公司的电影編劇。1952年于美国加利福尼亚州长滩出生。出道作是1991年上映的动画电影《美女与野兽》。
琳达·沃尔夫顿执笔动画电影的剧本比较多，自出道作以来还为《阿拉丁》、《狮子王》、《花木兰》等多部动画电影担任编剧工作。除了动画电影外，1994年还为百老汇音乐剧版的《美女与野兽》担任编剧。在她过去20年的职业生涯里累计票房约达到23.9亿元左右。近年来，担任迪士尼真人版电影剧本的工作比较多，并且这些作品都有着巨大的票房潜质。

## 个人生活
她丈夫为电影制片人Lee Flicker，两人的女儿Keaton于1991年出生。

## 主要作品
- 《美女与野兽》（1991年）
- 《阿拉丁》（1992年）
- 《猫狗也疯狂》（1993年）
- 《狮子王》（1994年）
- 《花木兰》（1998年）
- 《北极故事》（2007年）
- 《爱丽丝梦游奇境》（2010年）
- 《黑魔女：沉睡魔咒》（2014年）
- 《魔境夢遊：時光怪客》（2016年）
- 《黑魔女2》（2019年）